# Борки (Загородский сельсовет)
Борки (белор. Боркi) — деревня в Пинском районе Брестской области Белоруссии. Входит в состав Загородского сельсовета. Население — 272 человека (2019).

## География
Деревня расположена в 32 км к северо-востоку от центра Пинска на границе с Лунинецким районом. Борки находятся в 4 км от северо-восточной оконечности водохранилища Погост на реке Бобрик, сама деревня стоит на западном берегу канала, соединяющего реку и водохранилище. Через деревню проходит местная дорога Доброславка — Бокиничи, соединяющая шоссе М10 и Р105. Западней Борок находится деревня Ботово, южней — Камень.

## Культура
- Музей ГУО «Борковская базовая школа» Пинского района

## Достопримечательности
- Церковь св. Николая. Построена из дерева на кладбище в конце XVIII века. Памятник деревянного зодчества[3];